# Masłów Drugi
Masłów Drugi – wieś w Polsce, położona w województwie świętokrzyskim, w powiecie kieleckim, w gminie Masłów.
W latach 1975–1998 miejscowość należała administracyjnie do województwa kieleckiego.
Dojazd do Kielc autobusami komunikacji miejskiej linii nr 12.
Przez wieś przechodzi  niebieska ścieżka rowerowa z Ciekot do Dąbrowy.

## Części miejscowości
| SIMC    | Nazwa             | Rodzaj                    |
| ------- | ----------------- | ------------------------- |
| 0249975 | Duża Wiśniówka    | część wsi                 |
| 0250010 | Podwiśniówka      | część wsi                 |
| 0249981 | Łąki              | część wsi                 |
| 0249969 | Dolina Marczakowa | część wsi (przed 2023 r.) |
| 0250004 | Oboźnia Droga     | część wsi                 |
| 0249998 | Nademłynie        | część wsi                 |